# Vetusta

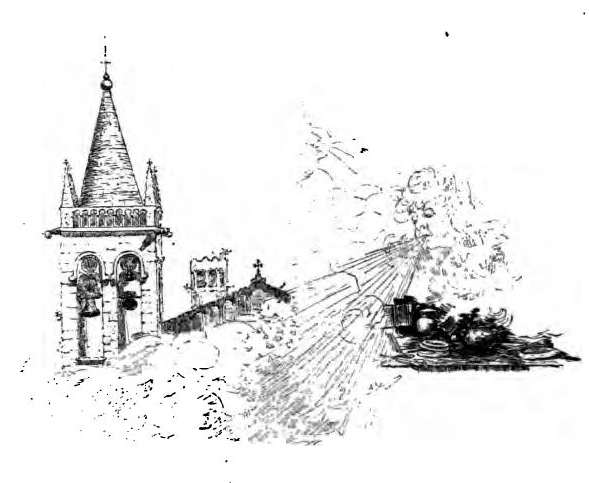
Vetusta

Vetusta es el nombre ficticio de la ciudad española donde se desarrolla la trama de la novela La Regenta (1884), de Leopoldo Alas Clarín. Es un trasunto evidente de la ciudad de Oviedo, recreada como un microcosmos donde el escritor desnuda y analiza a más de ciento cincuenta personajes.

La heroica ciudad dormía la siesta. El viento sur, caliente y perezoso empujaba las nubes blanquecinas que se rasgaban al correr hacia el norte. En las calles no había más ruido que el rumor estridente de los remolinos de polvo, trapos, pajas y papeles, que iban de arroyo en arroyo, de acera en acera, de esquina en esquina, revolando y persiguiéndose, como mariposas que se buscan y huyen y que el aire envuelve en sus pliegues invisibles...()... Vetusta, la muy noble y leal ciudad, corte en lejano siglo, hacía digestión del cocido y de la olla podrida, y descansaba oyendo entre sueños el monótono y familiar zumbido de la campana del coro, que retumbaba en lo alto de la esbelta torre en la Santa basílica.
La Regenta, Leopoldo Alas, Clarín.

## Origen del nombre

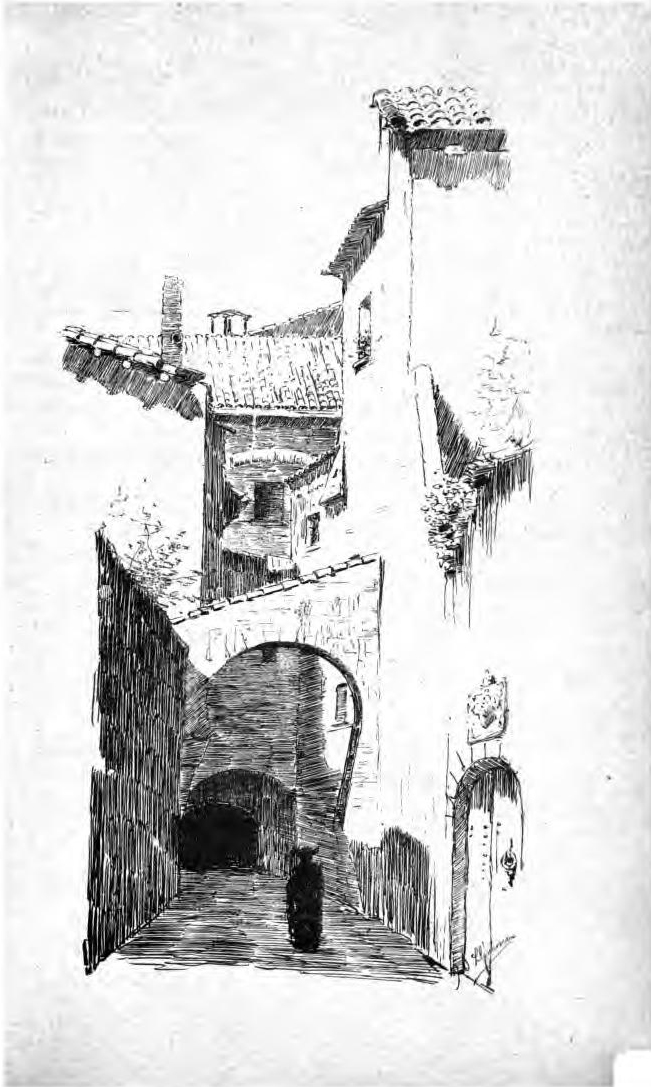
Calle de Vetusta

Recreación literaria de Oviedo, «la muy noble y leal ciudad, corte en lejano siglo», capital del Principado de Asturias en la que Clarín lo hizo todo menos nacer, el nombre de Vetusta se convirtió desde el momento de la publicación de La Regenta en el nombre secreto, burlesco e irreverente de la ciudad asturiana. En castellano, «vetusta» significa 'vieja, anticuada' —y aquí, por extensión, conservadora—. Otro dato es el nombre latino de la ciudad, Ovetum. 
Parece claro que el origen literario del topónimo fue anterior a la redacción de la novela, pues como tal aparece en El diablo en Semana Santa, relato breve en uno de cuyos pasajes puede leerse cómo se acerca el diablo a «la ciudad vetusta», «una ciudad muy antigua, triste y vieja, pero no exenta de aires señoriales y de elegancia majestuosa».

## Análisis
En ese escenario, del que Clarín fue vecino la mayor parte de su vida, transformado en materia novelable, matan el tiempo sus habitantes entregados a la hipocresía y la falsa religiosidad, la represión y los convencionalismos. En ese marco se encuentran y se enfrentan como diminutas víctimas sus personajes protagonistas: el femenino, Ana Ozores, y su no menos trágico partenaire, Fermín de Pas. Pero más allá de los personajes de carne y hueso, sobresale para muchos críticos el envoltorio de la ciudad. El propio Clarín pareció definir su propósito cuando dejó escrita esta pregunta: «¿No puede ser protagonista de un libro un pueblo entero?».
La histórica respuesta de la ciudad de Oviedo se dio a conocer a través de una carta condenatoria del obispo Ramón Martínez Vigil, que publicó el 25 de abril de 1885 en el Boletín Eclesiástico. Clarín contestó a esta carta en la revista Madrid Cómico.

## Otras versiones
En las novelas en asturiano La Rexenta contra Dráculay La Rexenta contra Frankenstein,de Adrián Carbayales, la ciudad de La Regenta se convierte en el escenario de aventuras fantásticas, hibridando la Vetusta de la obra de Clarín con elementos de distintos géneros de ficción como horror gótico y steampunk.